# Tchatkalophantes tchatkalensis
Espèce
Synonymes
- Lepthyphantes tchatkalensis Tanasevitch, 1983

Tchatkalophantes tchatkalensis est une espèce d'araignées aranéomorphes de la famille des Linyphiidae.

## Distribution
Cette espèce se rencontre en Ouzbékistan, au Kirghizistan et au Tadjikistan entre 1 050 et 2 000 m d'altitude,.

## Description
Le mâle holotype mesure 1,50 mm et la femelle paratype 2,00 mm.

## Étymologie
Son nom d'espèce, composé de tchatkal et du suffixe latin -ensis, « qui vit dans, qui habite », lui a été donné en référence au lieu de sa découverte, les monts Tchatkal.

## Publication originale
- Tanasevitch, 1983 : New species of spiders of the family Linyphiidae (Aranei) from Uzbekistan. Zoologicheski Zhurnal, vol. 34, p. l786-l795.